# Stadio 12 febbraio
Lo Stadio 12 febbraio (in turco 12 Şubat Stadyumu) è un impianto sportivo situato a Kahramanmaraş, in Turchia.
È lo stadio di casa del Kahramanmaraşspor. 
L'impianto, a seguito di tre ristrutturazioni, ha una capacità di 15 000 posti a sedere ed è omologato per la Süper Lig. Il campo da gioco è in erba naturale e misura 65 x 105 metri.

## Caratteristiche
- Copertura: parziale (presente solo in tribuna)
- posti a sedere: 15 000
- Tribuna VIP : ?
- Tribuna stampa: ?
- Capacita totale: 15 000
- Parcheggio auto: ?
- Parcheggio autobus: ?